# Symfonie nr. 10 (Glass)
Philip Glass voltooide zijn Symfonie nr. 10 in 2012. Hij omzeilde daarmee het 9e Symfonie-syndroom. Hij zou deze symfonie hebben afgerond voordat zijn negende in première ging op 1 januari 2012.

## Geschiedenis
De symfonie vond in tegenstelling tot zijn voorgaande negen haar oorsprong in een gelegenheidswerk: Los paisajes del rio. Dat werk was geschreven voor een gelegenheidsensemble van zangstemmen, toetsinstrumenten en blazers. Zijn eigen ensemble kon eenvoudig aangepast worden voor dit werk, maar andere gezelschappen zouden het door die afwijkende  combinatie niet zo snel op de lessenaar zetten. Glass ging er dan ook van uit dat de uitvoering op 14 september 2008 de eerste en laatste zou zijn. Die vond plaats tijdens de afsluiting van de Expo-tentoonstelling in Zaragoza in 2008 onder begeleiding van vuurwerk. Circa 20.000 mensen waren daarbij aanwezig en Glass voelde de drang om het werk toch voor een groter publiek toegankelijk te maken.
Zelf memoreerde hij in de plaatopname, dat het reviseren niet voortkwam uit het feit, dat hij niets anders kon schrijven, maar dat het in dit geval beter was een bestaand idee uit te werken om het werk een groter podium te geven. Het eerste teken van leven van dit nieuwe ontstane werk kwam op 5 augustus 2011, toen Marin Alsop deel 5 uitvoerde tijdens een muziekfestival gewijd aan moderne muziek te Cabrillo in Santa Cruz (Californië). Werktitel was toen nog Black and white scherzo. Glass constateerde tegelijkertijd dat niemand zat te wachten op een tiende symfonie van hem. Dat veranderde toen dirigent Dennis Russell Davies leider werd van het Orchestre Français des Jeunes en op zoek ging naar een werk dat paste bij de kwaliteiten van dat orkest. Hij kwam (weer) uit bij Philip Glass, Russell Davies werd daarmee initiator van negen van de tien symfonieën van die componist. Als zodanig ging het werk dan ook in première op 9 augustus 2012 in het Grand Théatre de Provence in Aix-en-Provence. Even later bleek er wel vraag te zijn naar dit werk, want al spoedig werd het uitgevoerd in de beroemde concertzaal Salle Pleyel te Parijs en tijdens de Proms op 31 juli 2013 in de Royal Albert Hall in Londen. Ook Cabrillo kreeg het werk weer te horen.

## Muziek
De symfonie in minimal music is geschreven in vijf onbenoemde delen (I-V) en duurt 33 minuten.
Op 3 en 5 september  2013 legde Russell Davies het werk vast met zijn “eigen” Bruckner Orchester Linz voor het platenlabel Orange Mountain Music, gerelateerd aan Glass. Het duurde nog meer dan een jaar voordat het op de markt verscheen.
De ontvangst van het werk was middelmatig. Het kwam erop neer dat er wel elementen van Glass zijn meesterwerken in zaten, maar dat de aandacht toch snel naar andere zaken ging. Voorts vonden allen opvallend dat er “nogal veel slagwerk” te horen en te zien was. 

### Orkestratie
- piccolo, 2 dwarsfluiten, 2 hobo’s, 3 klarineten (II ook esklarinet, III ook basklarinet), 2 fagotten;
- 4 hoorns, 3 trompetten, 2 trombones, 1 bastrombone, 1 tuba
- pauken, zes man/vrouw percussie, celesta, piano, harp;
- violen, altviolen, celli, contrabassen.